# 上総山田駅
上総山田駅（かずさやまだえき）は、千葉県市原市磯ケ谷にある、小湊鉄道線の駅である。駅本屋は国の登録有形文化財に登録されている。

## 歴史
- 1925年（大正14年）3月7日：養老川駅として開業[2]。
- 1954年（昭和29年）12月1日：上総山田駅に改称。
- 2005年（平成17年）4月16日：無人駅となる。
- 2016年（平成28年）11月18日：駅本屋について、国の有形文化財（建造物）への登録が答申される[3][4]。
- 2017年（平成29年）5月2日：「小湊鉄道上総山田駅本屋」として国の登録有形文化財に正式登録される[5]。

## 駅構造
相対式ホーム2面2線を有する地上駅。木造駅舎を有する。無人駅である。自動券売機が設置されているほか、水洗式のトイレが設置されている。1番線ホームの五井寄りには側線があり、里山トロッコやキハ40形の搬入に使用された。

### のりば
| 番線 | 路線        | 方向 | 行先         |
| ---- | ----------- | ---- | ------------ |
| 1    | ■小湊鉄道線 | 上り | 五井方面     |
| 2    | ■小湊鉄道線 | 下り | 上総中野方面 |

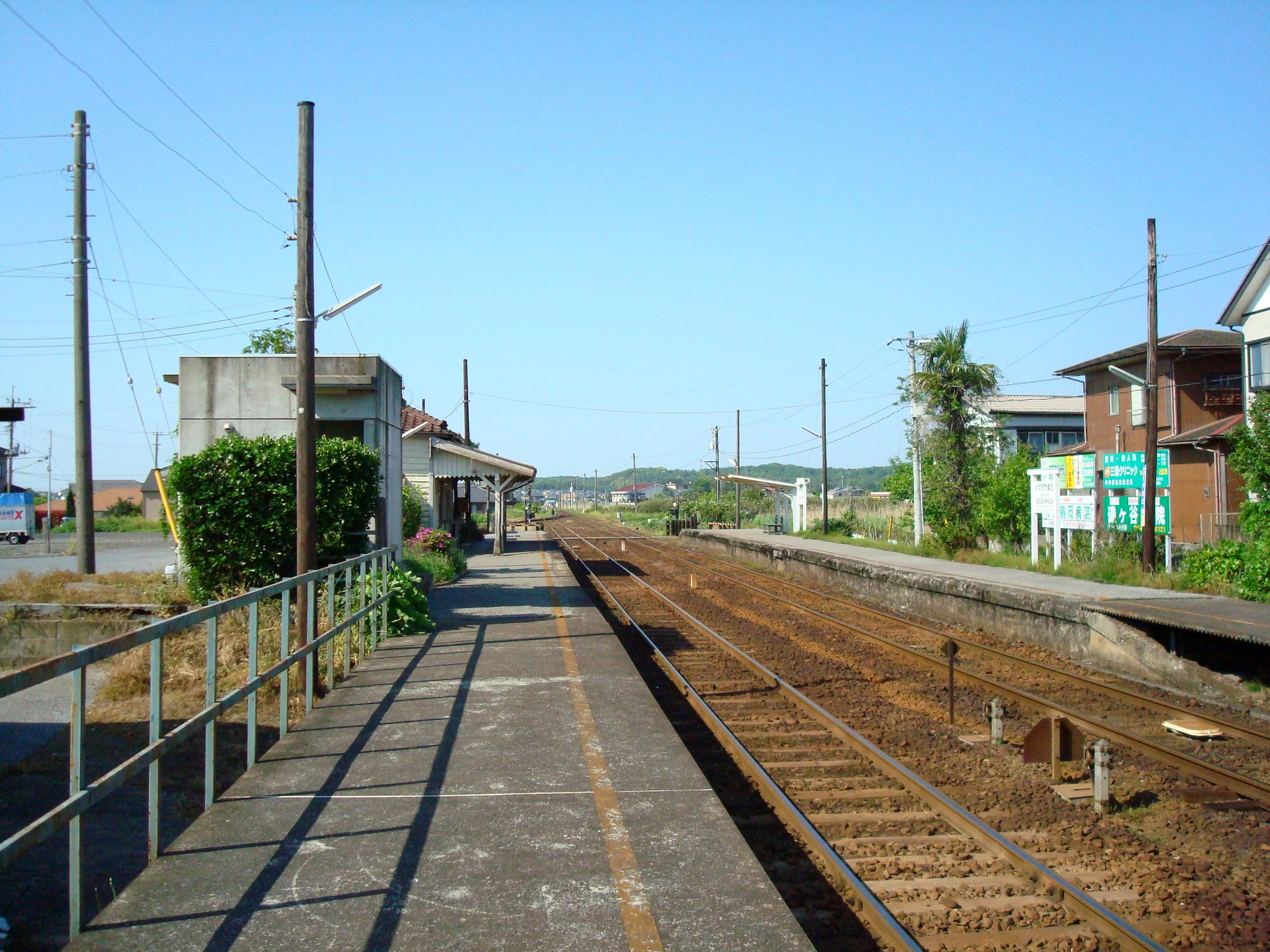
駅ホーム（2008年5月）

## 利用状況
2020年度の1日平均乗車人員は82人である。
近年の一日平均乗車人員推移は下表の通り。
| 乗車人員推移       | 乗車人員推移      | 乗車人員推移 |
| 年度               | 一日平均 乗車人員 | 備考         |
| ------------------ | ----------------- | ------------ |
| 2007年（平成19年） | 157               | [ * 2 ]      |
| 2008年（平成20年） | 167               | [ * 3 ]      |
| 2009年（平成21年） | 152               | [ * 4 ]      |
| 2010年（平成22年） | 148               | [ * 5 ]      |
| 2011年（平成23年） | 149               | [ * 6 ]      |
| 2012年（平成24年） | 147               | [ * 7 ]      |
| 2013年（平成25年） | 133               | [ * 8 ]      |
| 2014年（平成26年） | 126               | [ * 9 ]      |
| 2015年（平成27年） | 118               | [ * 10 ]     |
| 2016年（平成28年） | 136               | [ * 11 ]     |
| 2017年（平成29年） | 117               | [ * 12 ]     |
| 2018年（平成30年） | 114               | [ * 13 ]     |
| 2019年（令和元年） | 103               | [ * 14 ]     |
| 2020年（令和02年） | 82                | [ * 1 ]      |

## 駅周辺

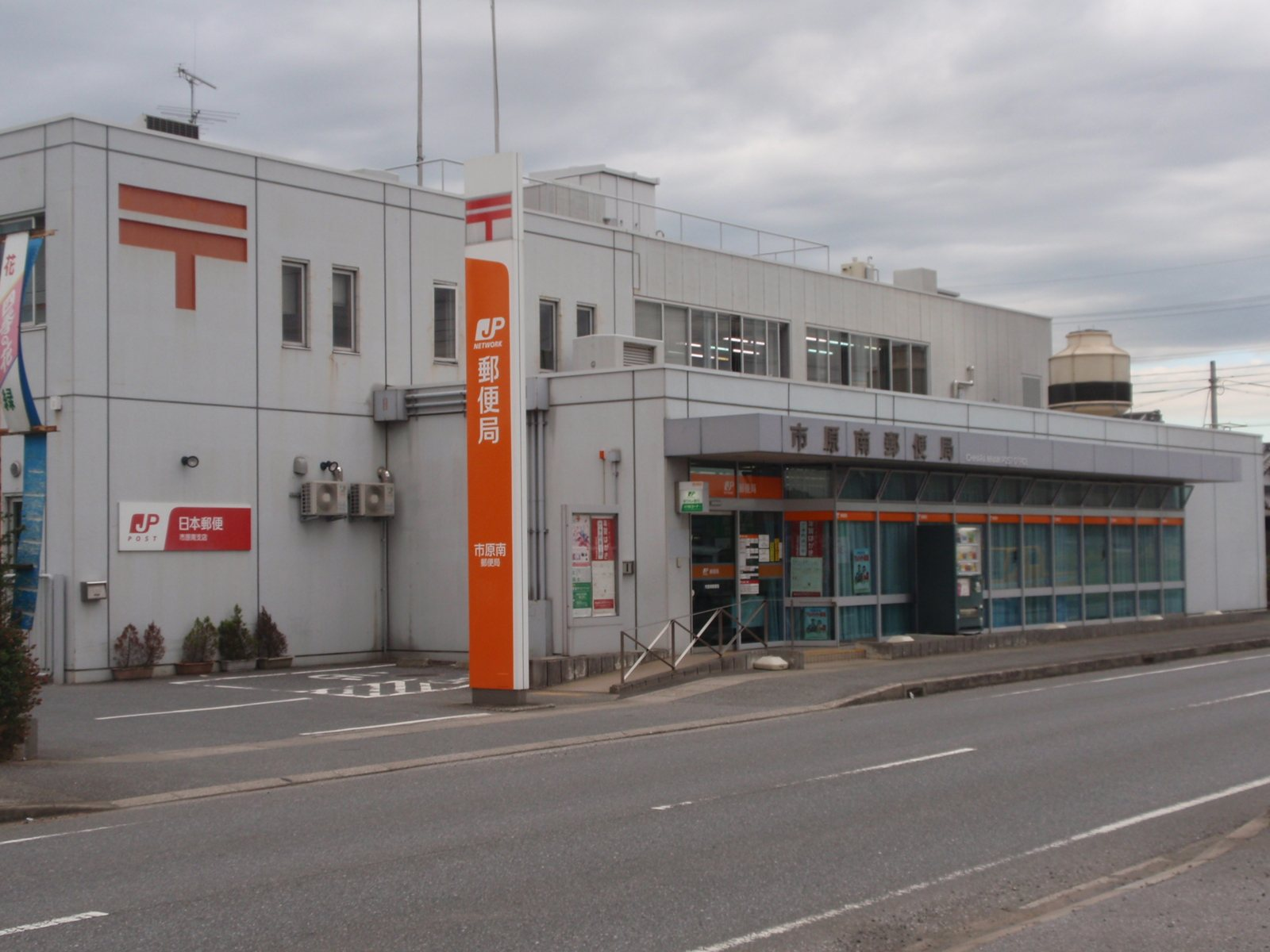
市原南郵便局

駅周辺は住宅と田畑が点在している。
- 国道297号
- 千葉県道13号市原茂原線
- 市原警察署 養老駐在所
- 市原市安須公民館
- 市原市農業協同組合 三和支店
- 市原南郵便局
- 市原市立三和中学校
- 市原市立養老小学校
- 山田フラワーロード
- 市原園釣堀センター

## 隣の駅
小湊鉄道
■小湊鉄道線
上総三又駅 - 上総山田駅 - 光風台駅